# 柴山格太郎
柴山 格太郎（しばやま かくたろう、1901年6月 - 2006年）は、日本の書家、教育者。

## 来歴
京都に生まれる。初代徳島県知事を務めた井上高格の曾孫に当たる。父の井上丈男（ますお）が柴山家と養子縁組みをしたため、柴山姓になる。晩年の証言では、旧制中学までは徳島県で育ち、進学するため横浜に住む親族を頼って移り住んだという。
千葉の煉瓦屋に働きながら法政大学に通う傍ら、叔父の英語学者・井上十吉が設立した井上通信学校（現在のがくぶん）の事業を引き継ぐ。晩年の本人の証言では、大学は結局中退したと述べている。1924年（大正13年）、英語通信教育を開始。
1932年（昭和7年）、日本書道学園を設立。同年、ペン習字通信教育も開始した。
太平洋戦争開戦前に日本放送協会で英語番組を担当していた英国人のトーマス（フルネームは不詳）の発音に感銘を受けて自らの学校の副校長に招く。トーマスの英語に惚れ込んだ柴山は、直談判の末に当時としては珍しかった本場の英語を吹き込んだレコードによる通信教育を開始した。トーマスは太平洋戦争の開戦により、オーストラリアのタスマニアに移り、二度と来日しなかったと述べている。
戦後、連合国軍最高司令官総司令部（GHQ）高官の通訳を務めた際に、柴山は日本文化が失われる危険性を感じ、1946年（昭和21年）に日本文化の継承と教育を目的とした東京高等文化学園を設立。占領下では禁止されていた書道の復活に尽力した。作家の川端康成、武者小路実篤や画家の奥村土牛と交流があった。
2006年に死去、104歳。